# 우주전함 타이거
우주전함 타이거는 유니버셜 애니메이션 스튜디오가 제작한 TV 애니메이션 시리즈이다. 1996년 9월 21일부터 1996년 12월 21일까지 USA 네트워크에서 총 13화로 방영되었다.
대한민국에서는 1998년 6월 17일부터 1998년 7월 29일까지 KBS를 통해 방영되었다.

## 방영 에피소드 목록
1. 빨간색과 파란색
2. 마지막 남은 사람
3. 가장 섬세한 악기
4. 명예의 단어
5. 하늘의 제왕
6. 명령의 사슬
7. 소모품
8. 휴양
9. 보행중 부상을 당하다
10. 2개의 집에서
11. 보이지 않는 적
12. 승리의 대가
13. 시바의 영광